# Józef Walenty Krzyżanowski
Józef Walenty Krzyżanowski (1799 Krakov – 9. dubna 1849 Krakov) byl rakouský soudce a politik polské národnosti z Haliče, během krakovského povstání roku 1846 ministr spravedlnosti povstalecké polské vlády, během revolučního roku 1848 poslanec Říšského sněmu a starosta Krakova.

## Biografie
Působil jako soudce a předseda nejvyššího tribunálu Svobodného města Krakov. Od roku 1830 byl činný v organizaci Towarzystwo Naukowe Krakowskie. Podílel se na krakovském povstání roku 1846 a v tomto roce se dokonce stal ministrem v krátce existující povstalecké polské vládě (Rząd Narodowy Rzeczypospolitej Polskiej). Byl ministrem spravedlnosti, respektive soudů III. instance. Roku 1849 se uvádí jako Joseph Kržyžanowsky, doktor práv v Krakově.
Během revolučního roku 1848 se opět zapojil do veřejného dění. Od 17. září 1848 do své smrti v dubnu 1849 zastával post starosty města Krakov. Po smrti ho v této funkci nahradil Ignacy Paprocki. Ve volbách roku 1848 byl zvolen i na ústavodárný Říšský sněm. Zastupoval volební obvod Krakov III. Tehdy se uváděl coby doktor práv. Na mandát rezignoval v říjnu 1848. V listopadu 1848 byly v jeho obvodu vypsány doplňovací volby, v nichž uspěl Antoni Zygmunt Helcel, který ho pak v parlamentu od prosince 1848 nahradil.
Zemřel roku 1849. Pohřben byl na Rakowickém hřbitově v Krakově.